# Ruislip Gardens (stanice metra v Londýně)
Ruislip Gardens je stanice metra v Londýně, otevřená 9. července 1934. Nachází se na lince:
- Central Line (mezi stanicemi West Ruislip a South Ruislip)

| Rok  | Počet cestujících |
| ---- | ----------------- |
| 2011 | 1,00 mil          |
| 2012 | 0,99 mil          |
| 2013 | 1,00 mil          |
| 2014 | 1,08 mil          |